# Roots rock reggae
Roots rock reggae ali roots reggae [rúts rôk rêge, ~ régi] je zvrst, predvsem jamajškega reggaeja, ki združuje običajni zvok skaja z ameriškim rock & rollom, ritem in bluesom (rhythm & blues) in popom. Je najbolj dostopna oblika reggaeja in globalno najbolj razširjena, predvsem zaradi uspeha Roberta Neste Marleya. Roots rock reggae je v bistvu duhovna vrsta reggae glasbe, kjer prevladujejo rastafarijanska besedila v zahvalo 'živečega boga' Džaja Rasa Tafarija.
Včasih to zvrst glasbe imenujejo Jah music [džá mjúzik].
Besedila opisujejo revščino in odpor proti vladnemu zatiranju. Vrhunec te glasbene zvrsti morda predstavljajo pozna 1970-a in glasbeniki, kot so: Johny Clarke, Horace Andy, Barrington Levy in Lincoln Thompson, ki so ustvarjali s studijskimi producenti Leejem »Scratchem« Perryjem, Kingom Tubbyjem in Clementom Seymourjem »Sirom Coxsoneom« Doddom. Preskušanje z velikokrat omejeno tehnološko opremo je rodilo dub reggae. Za nekatere zgodovinarje glasbe predstavlja to obdobje enega najzgodnejših prispevkov k razvoju tehno glasbe.
Roots rock reggae predstavlja pomemben del jamajške kulture. Čeprav so ga na Jamajki nadomestile druge oblike reggaeja kot je dancehall (debshol) (v novejšem času sicer označenega kot homofobičnega), se je razširil tudi drugod po svetu. Na nekatere glasbenike je zelo vplival 'mednarodni križar črnskega nacionalizma' Marcus Mosiah Garvey, čeprav ga večina izvajalcev ne daje v ospredje, le morda posredno pri vprašanju vrnitve 'potomcev sužnjev' v svoje rodne domovine (predvsem Etiopijo) na rodni celini Afriki.

## Seznam roots rock reggae glasbenikov in izvajalcev
- The Abyssinians ( Jamajka)
- Aisha
- Laurel Aitken
- Alpha Blondy (Slonokoščena obala)
- Roland Alphonso
- Horace Andy ( Jamajka)
- Manley Augustus »Big (Jah) Youth« Buchanan ( Jamajka)
- Black Uhuru
- brata Barrett ( Jamajka)
- George Boswell
- Peter Broggs
- Dennis Brown
- Leroy Brown
- Winston »Burning Spear« Rodney ( Jamajka,  ZDA)
- Cornell Cambell
- Capleton ( Jamajka)
- Don Carlos ( Jamajka)
- Charlie Chaplin
- Johnny Clarke ( Jamajka)
- The Congos ( Jamajka)
- Tommy Cooks
- Culture ( Jamajka)
- Anthony 'Sangie' Davis
- Carlene Davis
- Ossie Dellimore
- Clement Seymour »Sir Coxsone« Dodd ( Jamajka)
- Dread Ashanti
- The Ethiopians
- Clinton Fearon ( Jamajka,  ZDA)
- Neville Grant
- The Great Abu
- The Heptones
- I Wayne ( Jamajka)
- Ijahman Levi ( Jamajka)
- Israel Vibration
- Barry Issac
- The Itals
- Carlton Jackson
- Jah Creation
- Jah Cure ( Jamajka)
- Jah Deeanko
- Jah Lloyd
- Jah Malla
- David Jahson ( Jamajka)
- John Junior
- Kwanzamo Roots Rockers
- Lucky Dube (Južna Afrika)
- Robert Nesta »Bob« Marley ( Jamajka,  Anglija)
- Rita Marley ( Jamajka)
- The Maytones (Mighty Maytones) ( Jamajka)
- Freddie McGregor
- The Meditations
- The Mighty Diamonds (Jamajka)
- Jacob »Killer« Miller (Jamajka)
- Sugar Minott
- Misty in Roots (Anglija)
- Denroy Morgan (Jamajka, ZDA)
- The Morwells (Morwell Esquire, Morwell Unlimited)
- Judy Mowatt
- Junior Murvin
- Cedric Myton
- Sinéad O'Connor (Irska)
- Johnny Osbourne
- Augustus Pablo (Jamajka)
- Triston Palmer
- Lee »Scratch« Perry (Jamajka)
- Mortimer Planner (Mortimo Planno) (Jamajka)
- Michael James »Prince Far I« Williams (Jamajka)
- »Prince« Lincoln Thompson (Jamajka)
- Michael Prophet
- Ras Michael & The Sons Of Negus
- Ras Sam Brown
- The Rastafarians
- Junior Reid
- Root Awakening (ZDA)
- Roots Natty (Kostarika, Portoriko)
- The Shadows
- Velvet Shadows
- Bim Sherman
- Garnett Silk
- The Silverstones
- Sizzla (Jamajka)
- Sly & Robbie (JAM
- The Sons of Selassie
- Soldiers of Jah Army (ZDA)
- Steel Pulse
- Steely & Clevie
- Calvin Stuart
- Linval Thompson
- Peter Tosh (Jamajka)
- The Travellers
- Truth Fact and Correct
- Twinkle Brothers
- U-Roy (Jamajka)
- Upsetters & Friends
- The Viceroys
- Wayne Wade
- Bunny Wailer
- Sylford Walker
- Ashanti Waugh
- Delroy Wilson
- Adrian Xavier (ZDA)
- Vivian »Yabby You« Jackson (Jamajka)
- Benjamin Zephaniah (Anglija)
- Zimbabwe Dread